# Powrót Mechagodzilli
Powrót Mechagodzilli (jap. メカゴジラの逆襲 Mekagojira no gyakushū) – japoński film fantastyczno-naukowy z 1975 roku. Bezpośrednia kontynuacja filmu Godzilla kontra Mechagodzilla (1974). Piętnasty film z Godzillą i ostatni z serii Shōwa.
Film okazał się porażką finansową, co miało przyczynę m.in. w rosnącym braku zainteresowania kaijū, nowymi trendami u japońskiej publiczności i importem zagranicznych filmów o lepszej jakości. Spowodowało to, że Tōhō uznało, by zakończyć serię filmów o Godzilli. Następny film z Godzillą powstał dopiero w 1984 roku.

## Fabuła
Łódź podwodna szuka szczątków Mechagodzilli. Poszukiwania nie dają jednak rezultatu, a ponadto pojawia się coś w rodzaju dinozaura i niszczy łódź. Interpol zastanawia się co mogło stać za jej zniszczeniem. O ekspertyzę zostaje poproszony biolog Akira Ichinose z Instytutu Badań Oceanograficznych, który po przesłuchaniu taśm przychyla się do ataku dinozaura.
W międzyczasie kosmici z 3. Planety z Czarnej Dziury pod przykrywką przebywają w Tokio i snują dalsze plany podbicia Ziemi, jako że ich rodzinna planeta niedługo zostanie wciągnięta przez Czarną Dziurę. Czują, że mogą mieć za sojusznika profesora Shinzō Mafune. Profesor Mafune w latach 30. był wybitnym biologiem, który przedstawił nowatorski plan eksploracji głębin i prowadził próby kontrolowania zwierząt. Jego kariera legła w gruzach, gdy oznajmił, że odkrył żywego dinozaura (którego nazwał Tytanozaur) w wodach archipelagu Ogasawary.
Badania prof. Mafune, który 15 lat temu odszedł z miejsca pracy, przykuwają także uwagę Ichinose i agenta Interpolu Jiro Murakoshiego. Przybywają do domu profesora Mafune w jego rodzinnym Manazuru. Drzwi otwiera im jego córka i mówi, że jej ojciec nie żyje i jego notatki nt. badań nad dinozaurem spaliła. Murakoshi podejrzewa, że dziewczyna coś ukrywa. W rzeczywistości profesor Mafune żyje i w swym tajnym laboratorium świętuje z Tsudą, jednym z Kosmitów z 3. Planety z Czarnej Dziury, ukończenie urządzenia sterującego Tytanozaurem oraz cieszy się, że wreszcie zemści się na społeczeństwie. Tsuda informuje naukowca i jego córkę, Katsurę, że mają idealne narzędzie do spełnienia planów.
Katsura, jej ojciec i Tsuda idą do tajnej bazy Kosmitów z 3. Planety z Czarnej Dziury, gdzie odbudowywany jest Mechagodzilla. Profesor Mafune domyśla się, że jego sponsorzy to przybysze z innej planety. Kierownik obcych – Mugal oferuje mu umieszczenie w Mechagodzilli urządzenie do sterowania Tytanozaura, by razem zrealizować cel zniszczenia ludzkości. Z bazy ucieka jeden z więźniów zmuszonych do pracy nad Mechagodzillą, którym okazuje się Kusagari, ocalały dowódca zniszczonej łodzi podwodnej. Wkrótce zostaje zabity.
Interpol pracuje nad ulepszeniem łodzi podwodnej na wypadek ponownego spotkania z Tytanozaurem. Równocześnie docierają do notesu profesora Mafune, wg którego Tytanozaur był łagodnym zwierzęciem, które rzadko atakuje pierwsze. Ichinose spotyka się z Katsurą celem omówienia notatek jej ojca. Ichinose mówi jej, że teorie profesora Mafune były słuszne. Zmieszana Katsura jest zdania, że powinni zarzucić badania i nie zgadza, by Ichinose ruszył na drugą wyprawę poszukiwawczą. W Manazuru profesor Mafune strofuje córkę za zadawanie się z ludźmi. Katsura mówi mu, że Ichinose wierzy w jego teorie.
Do Interpolu zgłasza się kanalarz, który reperując rury kanalizacyjne w górach Amagi natrafił na mężczyznę z obciętymi językiem i strunami głosowymi i dostał od niego kawałek kosmicznego tytanu do przekazania Interpolu. Agenci domyślają się, że to mógł być Kusagari. Tymczasem Katsura dowiaduje się telefonicznie o wyruszeniu drugiej łodzi podwodnej, jednak zatrzymuje ją Tsuda. Informuje ją, że lata temu Kosmici z 3. Planety z Czarnej Dziury byli tajemniczymi chirurgami, którzy ocalili jej życie po wypadku w pracowni profesora Mafune. Mówi jej, że wtedy zrobili z niej cyborga, którym można manipulować. Katsura dostaje rozkaz, by rozkazała Tytanozaurowi atak łodzi podwodnej, co wkrótce się dzieje. Jednak podczas próby wezwania pomocy łódź podwodna emituje fale ultradźwiękowe, które odstraszają Tytanozaura. Dowiedziawszy się o tym Interpol decyduje się na wybudowanie olbrzymiego oscylatora ultradźwięków.
Ichinose dociera do domu Mafune, gdy jego uwagę zwraca odjeżdżający samochód. Śledzi go i widzi z dali jak Katsura idzie z tajemniczymi ludźmi. Zostaje zaatakowany przez Kosmitów z 3. Planety z Czarnej Dziury, jednak ratuje Murakoshi. W siedzibie Interpolu Katsura widzi się z Ichinose i przekazuje mu notatki jej ojca znalezione w Kanazawie. W restauracji Ichinose informuje, że Tytanozaur jest nieodporny na ultradźwięki. W domu Katsura prosi ojca, by nie napuszczał Tytanozaura, gdyż może stać kolejnym krwiożerczym potworem, jednak profesor Mafune jest głuchy na jej prośby. Gdy Tytanozaur atakuje Tokio, okazuje się, że ktoś sabotował ultradźwiękowe działo. Podejrzenie pada na kręcącą się w pobliżu Katsurę i w pościgu zostaje zastrzelona. Mugal mówi Tsudzie, że Godzilla na pewno zaatakuje Tytanozaura i nawet jeśli go zabije, będzie zbyt ranny, by wygrać z Mechagodzillą. Tak jak mówi, tak się dzieje. Godzilla toczy bój z Tytanozaurem, który ucieka.
Kosmici z 3. Planety z Czarnej Dziury znów ratują życie Katsurze, czym profesor Mafune zgadza się na wszystkie ich warunki. Szczególnie, że urządzenie kontrolne Mechagodzilli znajduje się wewnątrz Katsury. Ichinose niewierzący w winę Katsury przyjeżdża do jej domu, jednak zostaje schwytany przez obcych. Każą mu oglądać zagładę Tokio. W tym samym czasie Interpol dociera do bazy Kosmitów z 3. Planety z Czarnej Dziury, która celowo ulega samodestrukcji.
Tytanozaur wraz z Mechagodzillą równają z ziemią Tokio, jednak Godzilla przybywa stawić im czoła. Po ostrej bitwie Godzilla zostaje pokonany przez oba potwory i zakopany przez nie żywcem. Interpol wkrótce naprawia ultradźwiękowe działo i traktuje nim Tytanozaura uszkadzając jednocześnie komputery w laboratorium profesora Mafune. Godzilla wydostaje się z ziemi i naciera na atakującego Mechagodzillę. Wkrótce Ichinose oswabadza się z więzów i dusi Tsudę. Kastura chce zastrzelić Ichinose, który mówi jej, że mimo bycia maszyną wciąż jest cyborgiem. Nim Katsura popełni ruch została postrzelona przez Murakoshiego, który z Interpolem wkracza do domu Mafune. W strzelaninie ginie profesor Mafune. Godzilla atakujący w furii Mechagodzillę pozbawia go głowy, jednak robot wciąż jest aktywny. Ichinose wyznaje miłość Katsurze, która błaga o zabicie, bo tylko tak można powstrzymać Mechagodzillę. Ostatecznie Katsura popełnia samobójstwo. Ostatecznie Godzilla niszczy niesprawnego Mechagodzillę, następnie latające spodki, z którym w jednym ucieka Mugal i zrzuca Tytanozaura do wody. Ichinose duma nad martwą Katsurą, a Godzilla odpływa do oceanu.

## Obsada
- Katsuhiko Sasaki – Akira Ichinose
- Tomoko Ai – Katsura Mafune
- Akihiko Hirata – prof. Shinzō Mafune
- Katsumasa Uchida – agent Interpolu Jiro Murakoshi
- Gorō Mutsumi – Mugal
- Tōru Ibuki – Tsuda
- Tadao Nakamaru – szef Interpolu Tagawa
- Ikio Sawamura – lokaj profesora Mafune
- Shin Roppongi – agent Interpolu Yuichi Wakayama
- Yasuko Agawa – agentka Interpolu Yuri Yamamoto
- Kenji Sahara – dowódca sił zbrojnych
- Maasaki Daimon – kapitan łodzi podwodnej Kusagari
- Kotaro Tomita – prof. Ōta
- Hiroshi Ishiya – kanalarz Yamashita
- Akinori Umezu – nastolatek
- Ise Mori – Mechagodzilla
- Toru Kawai – Godzilla
- Katsumi Nikamoto – Tytanozaur

## Tytanozaur
Tytanozaur (jap. チタノザウルス Chitanozaurusu; ang. Titanosaurus) – fikcyjny olbrzymi prehistoryczny potwór (kaijū), występujący w Powrocie Mechagodzilli z 1975 roku.
Tytanozaur jest podobnym do hadrozaura dwunożnym morskim dinozaurem, który przetrwał do naszych czasów. Pokryty był czerwono-żółtą guzowatą łuską, na jego głowie i grzbiecie znajdowała się żółtawa płetwa, zaś niezbyt długi ogon zakończony był rozkładającą się błoną. Tytanozaur jako stworzenie morskie, był w stanie zanurzać się pod woda i doskonale pływać. Potrafił też wysoko skakać. Jego szczęki były na tyle silne, że mógł nimi pochwycić i unieść przeciwnika jego rozmiarów. Walczył uderzając łapami, kopiąc i uderzając głową. Po rozłożeniu błony na końcu ogona (przypominającej wachlarz), Tytanozaur był zdolny wzniecić huraganowy wiatr, poprzez machaniem nim na boki. Jego słabością była wrażliwość na ultradźwięki.
Został odkryty przez profesora Shinzō Mafune, jednak ogłoszenie tego faktu uznano za szaleństwo i skończyło się to utratą reputacji. Pałający zemstą na ludzkości profesor Mafune wykorzystał wcześniejsze badania na kontrolowaniem zwierząt i z pomocą tajemniczych sponsorów był w stanie wykonać urządzenie do sterowania Tytanozaurem.
Wkrótce sponsorzy ujawnili się jako Kosmici z 3. Planety z Czarnej Dziury proponując profesorowi Mafune współpracę Tytanozaura i Mechagodzilli. W nagrodę naukowiec i jego córka Katsura będą mieszkać w nowym świecie po zniszczeniu ludzkości. Tym bardziej, że kosmici niegdyś uratowali życie Katsurze.
Oryginalnie potwór był łagodnym stworzeniem, które rzadko inicjuje atak. Dopiero będąc pod kontrolą profesora Mafune dokonywał ataków, z czego pierwszy był na łodzi podwodnej szukającej szczątki Mechagodzilli. Atak na kolejną łódź podwodną nie udał się, ponieważ jedno z urządzeń emitowało ultradźwięki, na które był wrażliwy. Po tym zdarzeniu Katsura zaczęła kwestionować plany swego ojca i ostrzegła go, że Tytanozaur stanie się takim samym potworem co Król Ghidorah, Rodan czy Manda.
Profesor Mafune nie słuchał się jej i był przekonany, że Tytanozaur może w pojedynkę zniszczyć Tokio, gdyż wg niego maszyna nigdy nie dorówna żywym tkankom mózgowym. Potwór atakował Tokio, ale został przegoniony przez Godzillę. Kolejny atak na Tokio ponowił w towarzystwie Mechgaodzilli. Wkrótce przybył Godzilla, który nie dał obojgu rady. Po zastosowaniu naprawionego działa ultradźwiękowego Tytanozaur nie był w stanie walczyć i Godzilla po zniszczeniu Mechagodzilli potraktował go swym termonuklearnym promieniem. Pokonany Tytanozaur spadł do oceanu.
Potwór wytwórni Tōhō nie ma nic wspólnego z dinozaurem o tej samej nazwie, należącym do zauropodów z rodziny tytanozaurów.
W serialu anime Godzilla: Singular Point Tytanozaur był pierwszą z czterech form Godzilli, który przebywał w wodzie i nosił nazwę Godzilla Aquatilis. W tej formie Godzilla był do momentu wyłonienia z morza i udaniu się do Tokio, gdzie pokrył miasto czerwonym pyłem, a sam adaptując się do lądu transmutował się w następną formę.

## Ciekawostki
- Ostatni film z Godzillą wyreżyserowany przez Ishirō Hondę.
- Był to ostatni film Ikio Sawamury[7].
- Katsumi Nikamoto czasami nosił kostium Tytanozaura tyłem do przodu, by nadać potworowi bardziej nienaturalnych ruchów[7].
- Pierwotnie finałowe starcie potworów miało odbyć się w Tokio, jednak z powodu budżetowych Tōhō zdecydowało się na podmiejskie tereny[8].
- Pierwszy film o Godzilli ze scenariuszem napisanym w pełni przez kobietę[9].
- Scenariusz do filmu wyłoniono w konkursie zorganizowanym przez Kenjiego Tokoro, jednego z producentów Tōhō. Głównym założeniem był powrót Mechagodzilli[10][8].
- W pierwszej wersji scenariusza miały wystąpić dwa potwory, nazwane Tytanami z mitologii greckiej[10]. W pewnym momencie miały połączyć się ze sobą w jednego potwora. Ostatecznie Tytanów zastąpił Tytanozaur[8].
- Grający główną rolę Katsuhiko Sasaki dubbingował admirała Stenza w japońskiej wersji językowej Godzilli z 2014 roku[11].
- Film jest najmniej zarabiającym filmem o Godzilli[12][13].
- Tytanozaur pojawił się jako zabawka w filmie Godzilli: Ostatniej wojny.
- Jason Barr w książce The Kaiju Film: A Critical Study of Cinema’s Biggest Monsters jest zdania, że film reprezentuje strach Japończyków przed wejściem amerykańskich korporacji na rynek japoński, co mieliby reprezentować Kosmici z 3. Planety z Czarnej Dziury[14].
- Wymarcie gigantycznych potworów mieszkających na Wyspie Zero z drugiego numeru komiksu Planetary następuje w latach 70. XX wieku. Jest to odniesienie do zakończenia serii Shōwa za sprawą Powrotu Mechagodzilli w 1975 roku[15].